# Det lykkelige Forlis
Det lykkelige Forlis er en amerikansk stumfilm fra 1921 af John Griffith Wray.

## Medvirkende
- House Peters som Blair Cornwall
- Florence Vidor som Nancy Abbott
- Joseph Kilgour som William Chase
- Margaret Livingston som Lelia Dodson
- Margaret Campbell som Mrs. Abbott
- Edith Murgatroyd som Mrs. Prospect
- Calvert Carter som Horace Prospect
- Emmett King som John Warren